# Nic Fink
Nicolas "Nic" Fink, född 3 juli 1993, är en amerikansk simmare.

## Karriär

### 2021–2022
I juli 2021 tävlade Fink vid OS i Tokyo, där han slutade på femte plats på 200 meter bröstsim.
I juni 2022 vid VM i Budapest tog Fink guld på 50 meter bröstsim efter ett lopp på 26,45 sekunder, vilket blev ett nytt amerikanskt rekord. Individuellt tog han också brons på 100 meter bröstsim. Fink var även en del av USA:s kapplag som tog guld på 4×100 meter mixed medley och silver på 4×100 meter medley.
I december 2022 vid kortbane-VM i Melbourne tog Fink sex medaljer. Individuellt tog han guld på både 50 och 100 meter bröstsim samt silver på 200 meter bröstsim. Fink var även en del av USA:s kapplag som tog guld och noterade nya världsrekord på 4×100 meter medley och 4×50 meter mixed medley samt som tog silver och noterade ett nytt rekord i Amerika på 4×50 meter medley.

### 2023–
I juli 2023 vid VM i Fukuoka tog Fink silver på både 50 och 100 meter bröstsim. Han var även en del av USA:s kapplag som tog guld och noterade ett nytt mästerskapsrekord på 4×100 meter medley samt tog brons på 4×100 meter mixed medley.
I februari 2024 vid VM i Doha tog Fink guld på 100 meter bröstsim samt brons på både 50 och 200 meter bröstsim. Han var även en del av USA:s kapplag som tog guld på både 4×100 meter medley och 4×100 meter mixed medley.